# Boileau (premetrostation)
Boileau is een station van de Brusselse premetro, gelegen in de gemeente Etterbeek. 

## Geschiedenis
Het station Boileau werd geopend op 30 januari 1975 samen met Georges Henri en Montgomery als deel van de Grote Ringas. Oorspronkelijk voorzien voor een metrolijn 5 tussen Etterbeek en Schaarbeek, het station wordt vandaag gebruikt door de tramlijnen 7 en 25. 

## Situering
Boileau bevindt zich onder de Sint-Michielslaan, bij de kruising met de Boileaulaan. Even ten zuiden van het station houdt de tunnel op en vervolgen de trams hun route bovengronds over de grote ringlanen richting Etterbeek Station en Buyl. Een kleine 200 meter ten westen bevindt zich metrostation Thieffry van metrolijn 5.

## Kunst
In tegenstelling tot de meeste stations van de Brusselse metro, is er geen kunst aanwezig in het station Boileau.

## Afbeeldingen

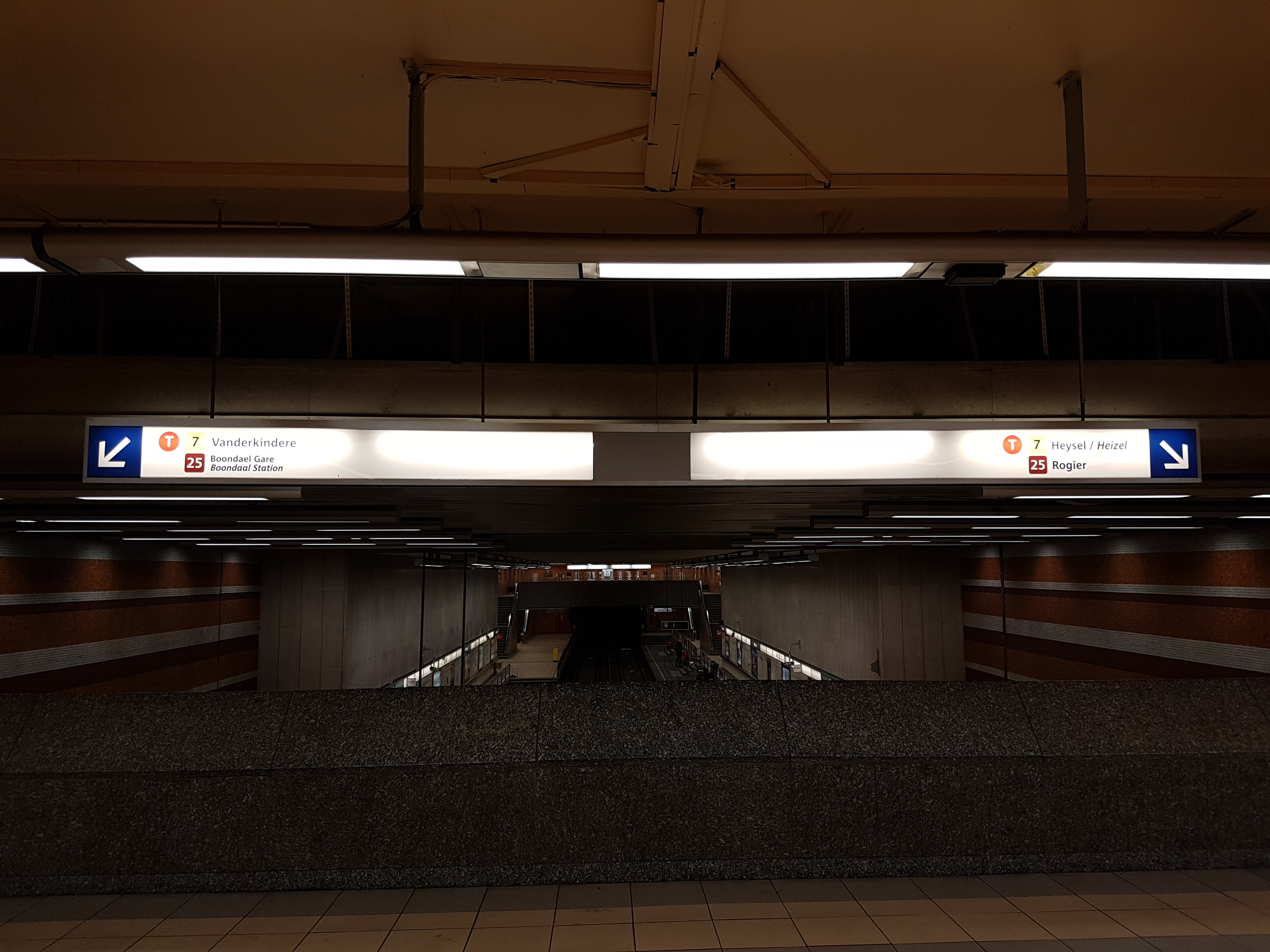
Toegang tot de perronsporen ter hoogte van de lokettenzaal.